# Monvillea minensis
Monvillea minensis là một loài thực vật có hoa trong họ Cactaceae. Loài này được (F. Ritter) R. Kiesling mô tả khoa học đầu tiên năm 1994.